# 天主教松巴教區
天主教松巴教區（拉丁語：Dioecesis Zombaënsis）是馬拉維一個羅馬天主教教區，屬布蘭太爾總教區。
1952年5月15日建立代牧區，1959年4月25日升為教區。
教區位於南部區松巴縣，2010年有教友278,183人（佔轄區總人口35.1%）、十五個堂區、五十三名司鐸。目前教區主教席位處於出缺狀態。